# Julian Zachariewicz
Julian Oktawian Zachariewicz, né le 17 juillet 1837 à Lemberg et mort dans la même ville le 27 décembre 1898 , est un architecte et conservateur de monuments austro-hongrois, professeur et recteur de l'École polytechnique de Lemberg.

## Biographie
Étudiant à l'Académie Technique de Lemberg, puis à l'Université technique de Vienne, Julian Zachariewicz enseigna et dirigea la nouvelle chaire de la construction à l'Académie Technique de Lemberg. Après le changement du nom de l'Académie en École polytechnique, il en fut le premier recteur en 1877-1878 et 1881-1882.
En 1877, il a reçu le titre de la noblesse autrichienne du deuxième degré, avec le titre "Ritter" et le prédicat "von Lwigród" (de Lemberg).

## Œuvre
Julian Zachariewicz est représentant de l'historicisme. Il a conçu un nombre de bâtiments publics et des résidences privés à Lemberg, dont le bâtiment principal de l'École polytechnique de Lemberg  et celui de la faculté de chimie, le bâtiment de la Caisse d'épargne galicienne et l'église des sœurs franciscaines. Il est l'auteur de la rénovation (controversée) des églises les plus anciennes de Lemberg: l'église de Notre-Dame des Neiges et l'église de Saint Jean-Baptiste. Il a conçu la villa du peintre Jan Styka, un nombre de villas à Kastelówka, il a construit la villa des Tyszkiewicz à Vilnius, l'église de Buczniewo, l'église de Żelechów Wielki, la synagogue de Czernowitz (incendiée en 1941) et la gare de Iași.
Il a rénové la cathédrale de Tarnów, l'église de Stryï, des palais à Pryozerne et Raj, le château de Houssiatyn.
Avec Franciszek Skowron, Julian Zachariewicz a conçu une série de pavillons et supervisa leur construction pour l'Exposition universelle de Galicie.
Il est père d'Alfred et Julian Edwin Zachariewicz et grand-père de Julian Godlewski.
Julian Zachariewicz est enterré au cimetière de Lytchakiv à Lviv.

## Quelques photos

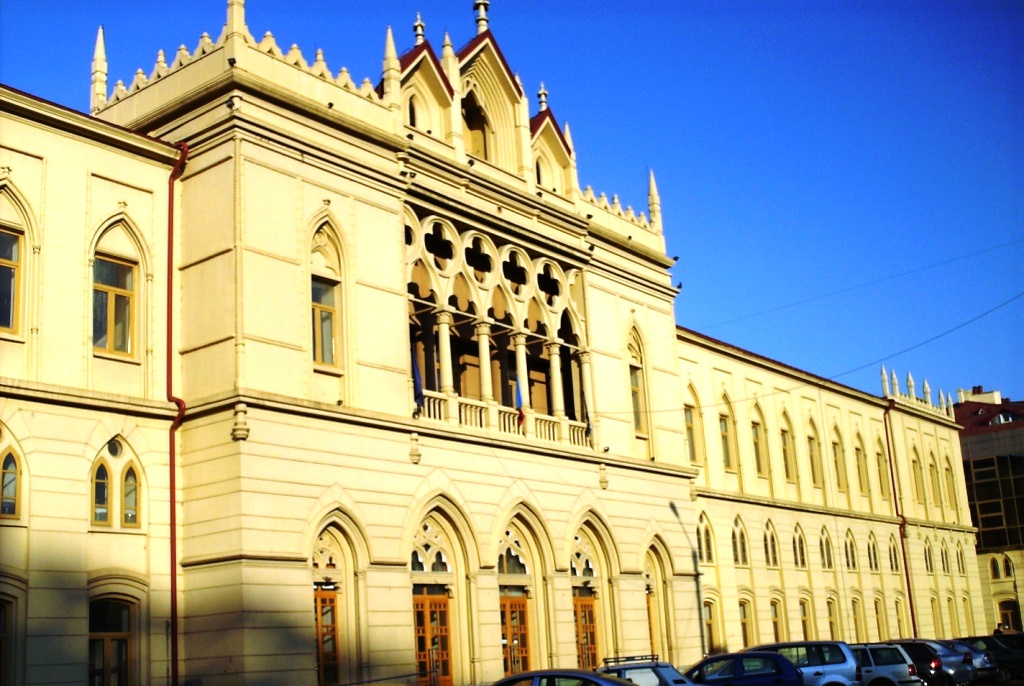
la Gare de Iași.
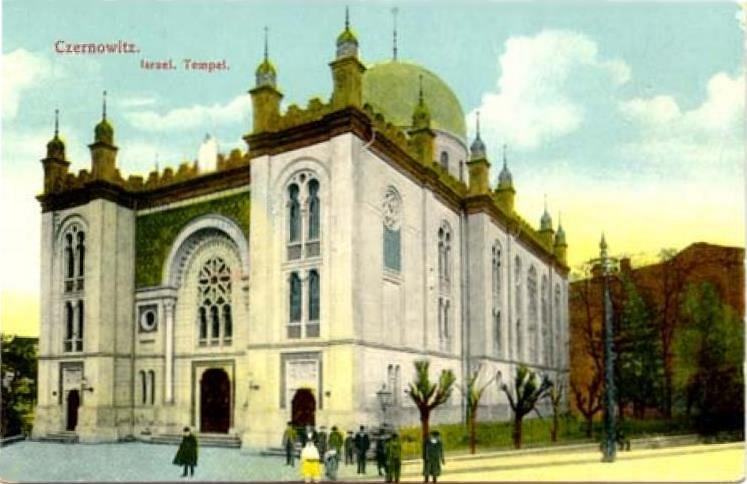
La grande synagogue de Czernowitz (carte postale du début du XXe siècle).
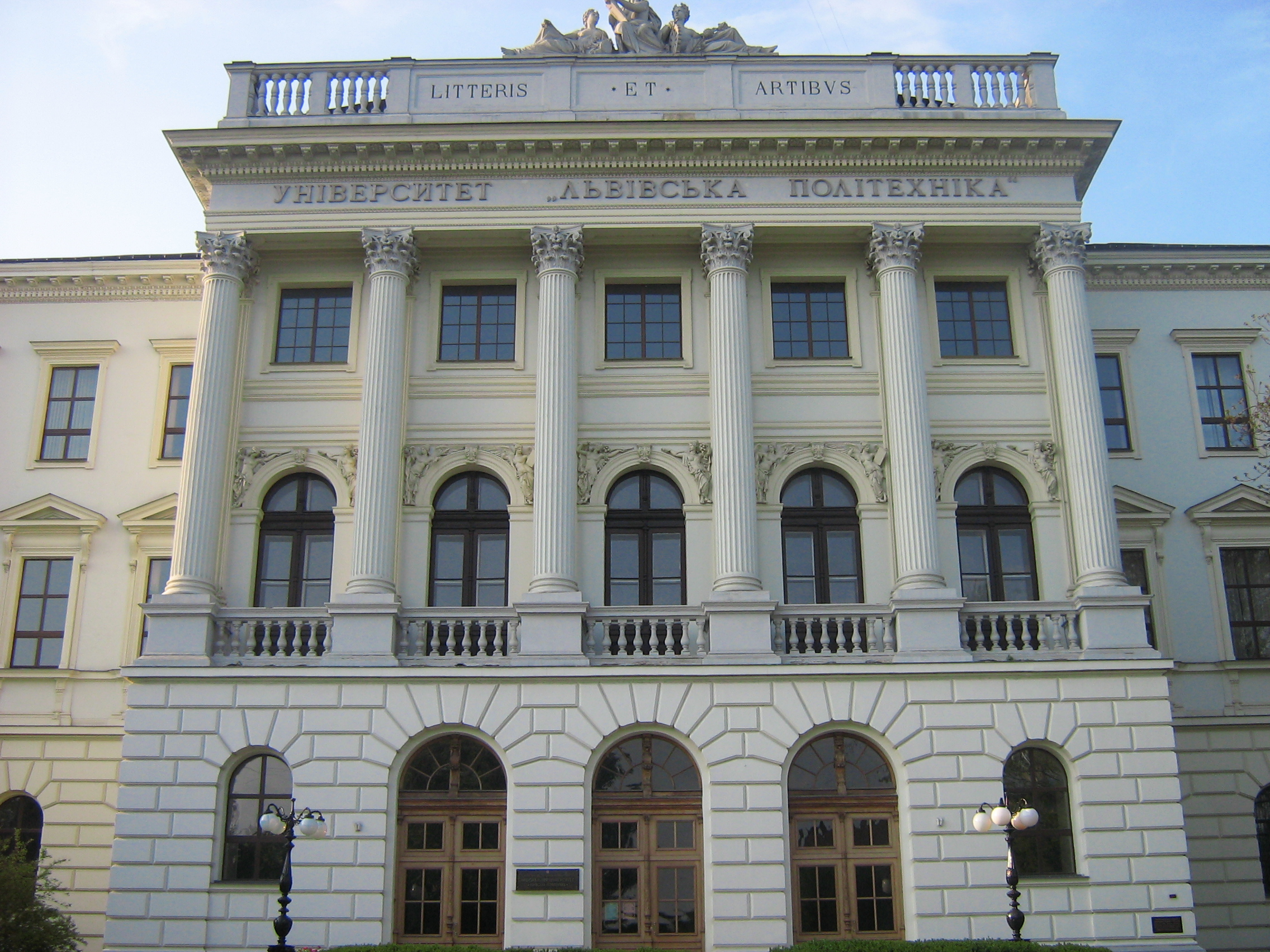
Université nationale polytechnique de Lviv.

## Source de la traduction
- (en) Cet article est partiellement ou en totalité issu de l’article de Wikipédia en anglais intitulé « Juljan Oktawjan Zacharjewicz » (voir la liste des auteurs).